# Sự nghiệp diễn xuất của Michael Fassbender

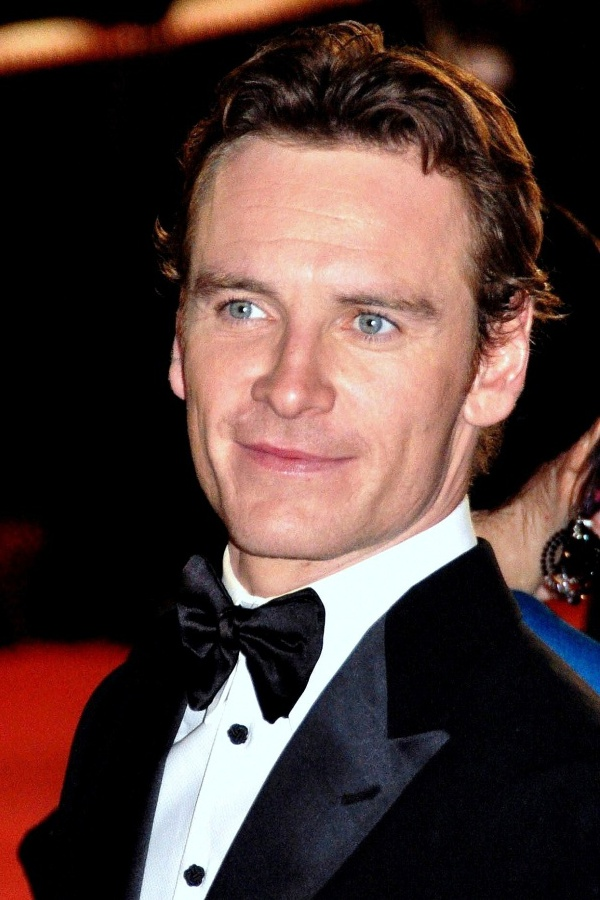
Fassbender tại Liên hoan phim Cannes 2009

Michael Fassbender là một nam diễn viên người Ireland gốc Đức, người đã xuất hiện lần đầu trên màn ảnh trong bộ phim truyền hình chiến tranh năm 2001 Band of Brothers với vai Burton Christenson. Sau tác phẩm này, Fassbender tiếp tục đảm nhận một số vai diễn trên truyền hình, bao gồm một người chuyển phát xe máy người Đức trong tác phẩm Hearts and Bones (2001), Guy Fawkes trong bộ phim ngắn Gunpowder, Trory & Plot (2004), Trung úy Harry Colebourn trong A Bear Named Winnie (2004) và Azazeal trong series Hex (2004–05). Anh ra mắt tác phẩm điện ảnh đầu tay khi vào vai một người lính Sparta trong bộ phim 300 (2007) do Zack Snyder đạo diễn. Năm tiếp đó, Fassbender thủ vai nhà cộng hòa Ireland Bobby Sands, qua đó khắc họa lại sự kiện tuyệt thực Ireland năm 1981 trong bộ phim lịch sử Hunger của Steve McQueen. Diễn xuất của nam tài tử đã mang về cho anh giải thưởng Nam diễn viên xuất sắc nhất tại Giải thưởng phim độc lập Anh cũng như Giải thưởng điện ảnh và truyền hình Ireland.
Fassbender xuất hiện với tư cách một người lính Anh trong bộ phim được chỉ đạo bởi Quentin Tarantino, Định mệnh (2009). Hai năm sau, anh vào vai Carl Jung trong A Dangerous Method của David Cronenberg và một người đàn ông mắc chứng nghiện tình dục trong Shame của đạo diễn McQueen. Diễn xuất của Fassbender sau này đã mang về cho anh chiếc cúp Volpi dành cho Nam diễn viên xuất sắc nhất tại Liên hoan phim Venezia. Cùng năm đó, tài tử cũng xuất hiện trong bộ phim siêu anh hùng X-Men: Thế hệ thứ nhất với vai Magneto thời trẻ. Vào năm 2013, Fassbender tái hợp với McQueen trong tác phẩm chính lịch 12 năm nô lệ. Với vai diễn chủ sở hữu nô lệ tàn nhẫn, anh đã nhận được một đề cử giải Oscar cho Nam diễn viên phụ xuất sắc nhất. Một năm sau, anh tiếp tục đảm nhận vai trò Magneto trong phần tiếp theo của phim siêu anh hùng X-Men: Ngày cũ của tương lai với tổng doanh thu phòng vé lên tới hơn 747 triệu USD, mức doanh thu cao nhất trong sự nghiệp của anh vào tháng 9 năm 2019. Năm 2015, anh xuất hiện với tư cách là nhân vật chính trong bộ phim chuyển thể của Justin Kurzel từ vở kịch Macbeth. Cũng trong năm đó, vai diễn Steve Jobs trong bộ phim cùng tên của Daniel Boyle đã mang về cho Fassbender một đề cử giải Oscar cho nam diễn viên chính xuất sắc nhất. Trong những năm tiếp theo, anh tiếp tục thủ diễn những vai cũ trong hai phần phim X-Men: Cuộc chiến chống Apocalypse (2016) và X-Men: Phượng hoàng bóng tối (2019), cũng như đảm nhận vai chính trong Ánh đèn giữa hai đại dương, Sát thủ bóng đêm (2016) và Quái vật không gian (2017).

## Điện ảnh
| Films that have not yet been released | Biểu thị những bộ phim chưa được phát hành |

| Năm  | Tựa phim                           | Vai diễn                        | Ghi chú                          | Ref(s)               |
| ---- | ---------------------------------- | ------------------------------- | -------------------------------- | -------------------- |
| 2007 | 300                                | Stelios                         |                                  | [ 3 ] [ 4 ] [ 20 ]   |
| 2007 | Angel                              | Esmé                            |                                  | [ 21 ]               |
| 2008 | Hunger                             | Bobby Sands                     |                                  | [ 22 ]               |
| 2008 | Eden Lake                          | Steve                           |                                  | [ 23 ]               |
| 2009 | Blood Creek                        | Richard Wirth                   |                                  | [ 24 ]               |
| 2009 | Fish Tank                          | Connor                          |                                  | [ 25 ]               |
| 2009 | Inglourious Basterds               | Trung úy Archie Hicox           |                                  | [ 26 ]               |
| 2009 | Man on a Motorcycle                | Người đàn ông chạy xe máy       | Phim ngắn                        | [ 27 ]               |
| 2010 | Centurion                          | Quintus Dias                    |                                  | [ 28 ]               |
| 2010 | Jonah Hex                          | Burke                           |                                  | [ 29 ]               |
| 2011 | Jane Eyre                          | Edward Fairfax Rochester        |                                  | [ 30 ]               |
| 2011 | X-Men: Thế hệ thứ nhất             | Erik Lehnsherr / Magneto        |                                  | [ 31 ]               |
| 2011 | A Dangerous Method                 | Carl Jung                       |                                  | [ 32 ]               |
| 2011 | Shame                              | Brandon Sullivan                |                                  | [ 33 ]               |
| 2011 | Pitch Black Heist                  | Michael                         | Phim ngắn Nhà sản xuất điều hành | [ 34 ] [ 35 ]        |
| 2011 | Haywire                            | Paul                            |                                  | [ 36 ]               |
| 2012 | Hành trình đến hành tinh chết      | David8                          |                                  | [ 37 ]               |
| 2013 | 12 Years a Slave                   | Edwin Epps                      |                                  | [ 11 ] [ 38 ]        |
| 2013 | The Counselor                      | Counselor                       |                                  | [ 39 ]               |
| 2013 | 1                                  | Người dẫn truyện                | Phim tài liệu                    | [ 40 ]               |
| 2014 | Frank                              | Frank                           |                                  | [ 41 ]               |
| 2014 | X-Men: Ngày cũ của tương lai       | Erik Lehnsherr / Magneto        |                                  | [ 42 ]               |
| 2015 | Slow West                          | Silas Selleck                   | Nhà sản xuất điều hành           | [ 43 ]               |
| 2015 | Quyền lực chết                     | Macbeth                         |                                  | [ 44 ]               |
| 2015 | Steve Jobs                         | Steve Jobs                      |                                  | [ 45 ]               |
| 2016 | X-Men: Cuộc chiến chống Apocalypse | Erik Lehnsherr / Magneto        |                                  | [ 46 ]               |
| 2016 | Ánh đèn giữa hai đại dương         | Tom Sherbourne                  |                                  | [ 47 ]               |
| 2016 | Trespass Against Us                | Chad Cutler                     |                                  | [ 48 ] [ 49 ]        |
| 2016 | Assassin's Creed                   | Callum Lynch / Aguilar de Nerha | Nhà sản xuất                     | [ 18 ] [ 50 ] [ 51 ] |
| 2017 | Song to Song                       | Cook                            |                                  | [ 52 ]               |
| 2017 | Quái vật không gian                | David8 / Walter One             |                                  | [ 53 ]               |
| 2017 | The Snowman                        | Harry Hole                      |                                  | [ 54 ]               |
| 2019 | October in November                | Người đàn ông trên radio        |                                  | [ 55 ]               |
| 2019 | X-Men: Phượng hoàng bóng tối       | Erik Lehnsherr / Magneto        |                                  | [ 56 ]               |
| 2023 | The Killer                         | Kẻ sát nhân                     |                                  | [ 57 ]               |
| 2023 | Bàn thắng vàng                     | Thomas Rongen                   |                                  | [ 58 ]               |
| 2024 | Kneecap                            | TBA                             | Hậu kỳ                           | [ 59 ]               |
| TBA  | Kung Fury 2                        | Colt Magnum                     | Hậu kỳ                           | [ 60 ]               |

## Truyền hình
| Năm       | Tựa đề                                                 | Vai diễn            | Ghi chú                   | Ref(s)        |
| --------- | ------------------------------------------------------ | ------------------- | ------------------------- | ------------- |
| 2001      | Band of Brothers                                       | Burton Christenson  |                           | [ 61 ]        |
| 2001      | Hearts and Bones                                       | Hermann             | 3 tập                     | [ 2 ] [ 62 ]  |
| 2002      | NCS: Manhunt                                           | Jack Silver         |                           | [ 2 ]         |
| 2002      | Holby City                                             | Christian Connolly  | Tập: "Ghosts"             | [ 2 ]         |
| 2003      | Carla                                                  | Rob                 | Phim truyền hình          | [ 2 ]         |
| 2004      | Gunpowder, Treason & Plot                              | Guy Fawkes          | Phim truyền hình          | [ 63 ]        |
| 2004      | Julian Fellowes Investigates: A Most Mysterious Murder | Charles Bravo       | Phim truyền hình          | [ 64 ]        |
| 2004      | A Bear Named Winnie                                    | Lt. Harry Colebourn | Phim truyền hình          | [ 65 ] [ 66 ] |
| 2004      | Sherlock Holmes and the Case of the Silk Stocking      | Charles Allen       | Phim truyền hình          | [ 67 ]        |
| 2004–2005 | Hex                                                    | Azazeal             |                           | [ 68 ]        |
| 2005      | Murphy's Law                                           | Caz Miller          | 5 tập                     | [ 69 ]        |
| 2005      | Our Hidden Lives                                       | German POW          | Phim truyền hình          | [ 70 ]        |
| 2005      | William and Mary                                       | Lukasz              | Tập #3.3                  | [ 71 ]        |
| 2006      | Agatha Christie's Poirot                               | George Abernethie   | Tập: "After the Funeral"  | [ 70 ]        |
| 2006      | Trial & Retribution                                    | Douglas Nesbitt     | 2 tập                     | [ 72 ]        |
| 2007      | Wedding Belles                                         | Barney              | Phim truyền hình          | [ 73 ] [ 74 ] |
| 2008      | The Devil's Whore                                      | Thomas Rainsborough | 4 tập                     | [ 75 ]        |
| 2019–nay  | Michael Fassbender: Road to Le Mans                    | Chính anh           | Phim truyền hình tài liệu | [ 76 ]        |

## Trò chơi điện tử
| Năm  | Tựa game  | Vai   | Ghi chú | Ref.   |
| ---- | --------- | ----- | ------- | ------ |
| 2010 | Fable III | Logan |         | [ 77 ] |